# Sagoachi
Sagoachi är en ort i Mexiko.   Den ligger i kommunen Guachochi och delstaten Chihuahua, i den nordvästra delen av landet, 1 200 km nordväst om huvudstaden Mexico City. Sagoachi ligger 2 304 meter över havet och antalet invånare är 119.
Terrängen runt Sagoachi är kuperad åt nordost, men åt sydväst är den platt. Runt Sagoachi är det mycket glesbefolkat, med 6 invånare per kvadratkilometer. Närmaste större samhälle är La Guitarra, 18,9 km väster om Sagoachi. Omgivningarna runt Sagoachi är i huvudsak ett öppet busklandskap.